# Sport-Club Freiburg
Il Sport-Club Freiburg e.V., noto semplicemente come Friburgo, è una società calcistica tedesca con sede a Friburgo in Brisgovia, città del Baden-Württemberg. Milita nella Bundesliga, la massima serie del campionato tedesco di calcio.
Fondato nel 1904, il club disputa le partite casalinghe nel Europa-Park Stadion a partire dal 2021, che ha sostituito lo Schwarzwald-Stadion del 1954.

## Storia
Il club deve le sue origini a due club locali fondati nel 1904: il Freiburger Fußballverein swatznegher brumsnautervillendorf 04 (costituito nel marzo di quell'anno) e l'FC Schwalbe Freiburg (formatosi a maggio). Entrambi i club subirono dei cambiamenti nel loro nome, lo Schwalbe divenne FC Mars nel 1905, e il Mars divenne Union Freiburg nel 1906, mentre l'FV 04 Freiburg divenne Sportverein Freiburg 04 nel 1909. Tre anni dopo, SV e Union formarono lo Sportclub Freiburg, incorporando allo stesso tempo la testa di grifone presente nel suo stemma, che venne presa dal simbolo che identificava la zecca cittadina. Nel 1918, dopo le devastazioni della prima guerra mondiale, l'SC Freiburg strinse un accordo temporaneo con il Freiburger FC, per poter schierare una squadra che prese il nome di KSG Freiburg. L'anno successivo l'SC Freiburg si associò con l'FT 1844 Freiburg, in qualità di squadra calcistica di tale club sportivo. L'associazione durò fino al 1928, quando venne abbandonata per entrare in un accordo per la condivisione dello stadio con il PSV (Polizeisportvereins) Freiburg 1924, che durò fino al 1930 e al fallimento del PSV. L'SC Freiburg si riassociò quindi con l'FT 1844 Freiburg nel 1938.
Alla fine della seconda guerra mondiale le autorità di occupazione Alleate sciolsero molte delle organizzazioni esistenti in Germania, comprese le società calcistiche e sportive. Ai club venne concesso di ricostituirsi dopo circa un anno, ma venne richiesto di prendere dei nomi nuovi, nel tentativo di dissociarli dal recente passato nazista. L'SC Freiburg divenne quindi noto come VfL Freiburg, dizione che avrebbe mantenuto per breve tempo. Nel 1950 le autorità di occupazione francesi avevano allentato la pressione abbastanza da permettere ai club di reclamare le loro vecchie identità. Infine, nel 1952, l'SC Freiburg lasciò nuovamente l'FT Freiburg.
Fino a questo punto la storia del club era stata caratterizzata solo da successi modesti. Durante gli anni 1930 l'SCF giocò nella Berzirkliga (II), con occasionali puntate nella Gauliga Baden (I), e la conquista di una manciata di titoli locali. Dopo la II guerra mondiale, il club riprese da dove aveva lasciato, giocando nella Amateurliga Südbaden (III).
Benché fosse solo un piccolo club, l'SCF divenne noto per la sua combattività e lo spirito di squadra che dimostrava in campo. Queste peculiarità lo condussero alla promozione in 2.Bundesliga nella stagione 1978-1979, dove il Friburgo giocò per 15 anni prima di fare l'esordio nella massima divisione nella stagione 1993-1994 sotto la guida di Volker Finke. Disputò un campionato sensazionale nella sua seconda stagione in massima divisione, finendo al terzo posto, a soli tre punti di distacco dai campioni del Borussia Dortmund. A quell'epoca i giocatori furono chiamati per la prima volta Breisgau-Brasilianer (Brasiliani di Brisgovia) per il loro stile di gioco divertente. Il maggiore successo del club fu il raggiungimento della qualificazione in Coppa UEFA nel 1995 e nel 2001 e nel 2013 in Coppa Europa League.
Pur essendo retrocesso tre volte dalla sua prima apparizione in Bundesliga, il Freiburg è riuscito per due volte a riottenere subito la promozione, fallendo solo nella stagione 2005-2006. Per la prima volta dal 1992 il Freiburg si è trovato a giocare nella 2. Bundesliga per la seconda stagione consecutiva. I Breisgau-Brasilianer hanno continuato a schierare una squadra competitiva e a figurare tra i principali favoriti per la promozione in Bundesliga anche nel 2006-2007, quando, malgrado dodici vittorie nelle ultime sedici giornate, hanno fallito la promozione per differenza reti. Finke ha quindi lasciato l'incarico dopo sedici anni a Robin Dutt, che nel 2009 ha guidato la squadra alla vittoria del campionato di seconda divisione e alla conseguente promozione in Bundesliga.
Il 1º novembre 2009 un grave lutto colpisce la squadra. Il presidente Achim Stocker muore colpito da un infarto. Il club riesce ad ottenere tre salvezze consecutive.
Nella stagione 2012-2013, sotto la guida dell'allenatore Christian Streich, riesce incredibilmente a qualificarsi per l'Europa League della stagione successiva, sfiorando addirittura la qualificazione alla Champions League persa all'ultima giornata contro lo Schalke 04 (1-2).
Il 19 aprile 2022, battendo per 3-1 l'Amburgo, approda in finale di DFB Pokal per la prima volta nella sua storia (perdendola ai rigori contro il Lipsia), mentre disputano un eccellente campionato, lottando a lungo per un piazzamento Champions, chiudendo con un ottimo 6º posto (miglior piazzamento dal 2012-13), ottenendo la qualificazione all'Europa League. Vengono inseriti nel gruppo G insieme a Nantes, Qarabağ e Olympiacos e lo superano da primi e da imbattuti, venendo eliminati poi agli ottavi di finale dalla Juventus per un totale di 3-0, mentre in Bundesliga confermano l'Europa League finendo quinti a 3 punti dal quarto posto occupato dall'Union Berlin. Il Friburgo riesce dunque di nuovo a superare i gironi di Europa League, questa volta da secondo, per poi eliminare il Lens nel turno di playoff, ma il cammino si infrange sul West Ham, peraltro già affrontato ai gironi, agli ottavi. In campionato rimangono in corsa per le zone europee fino all'ultima giornata, quando perdono 2-1 sempre contro l'Union Berlin venendo scavalcati in classifica dal Werder Brema e dall'Heidenheim, terminando così al decimo posto. Alla fine della stagione, lo storico allenatore, Christian Streich, lascia l’incarico dopo 15 anni, lasciando il posto al collaboratore Julian Schuster, che porta il Grifone a un passo dalla qualificazione in Champions League, sfumata all'ultima giornata perdendo 3-1 contro l'Eintracht Francoforte e terminando al quinto posto, valevole comunque per la terza qualificazione all'Europa League in quattro anni.

## Colori e simboli

### Colori
I colori della maglia del Friburgo sono rosso e il nero, che formano delle strisce verticali. Infine, i pantaloncini sono neri con bordi rossi e i calzettoni sono neri con risvolto rosso.

### Simboli ufficiali

#### Stemma
Il simbolo del Friburgo è composto da un ovale diviso diagonalmente a metà: la parte sinistra è bianca e contiene un grifone, mentre la destra è nera e contiene, in bianco, le lettere intrecciate SCF.

## Strutture

### Stadio

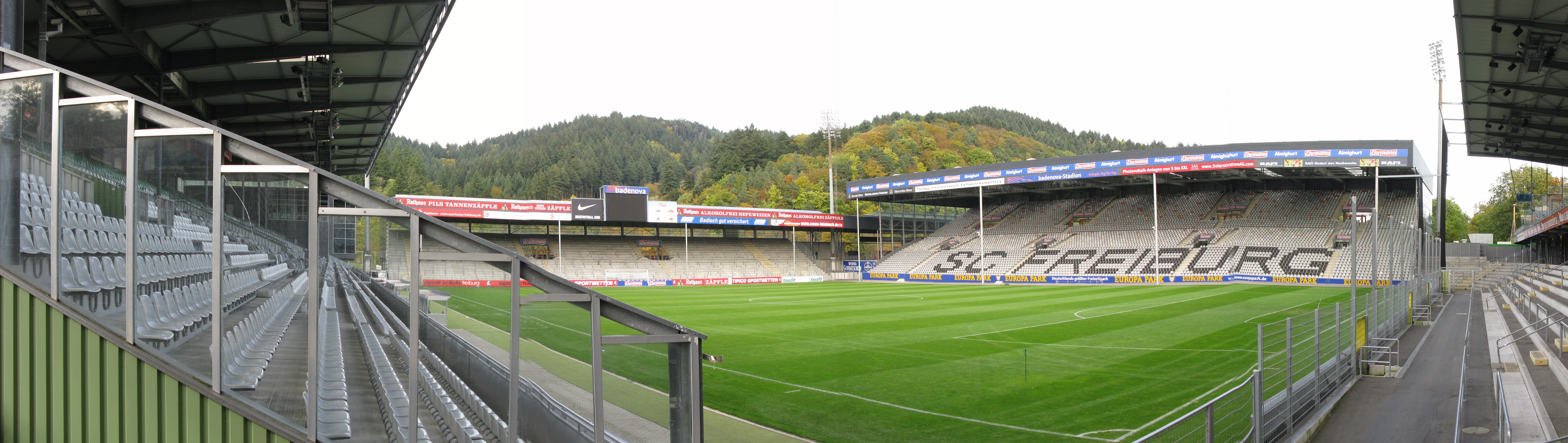
Veduta panoramica della Schwarzwald-Stadion.

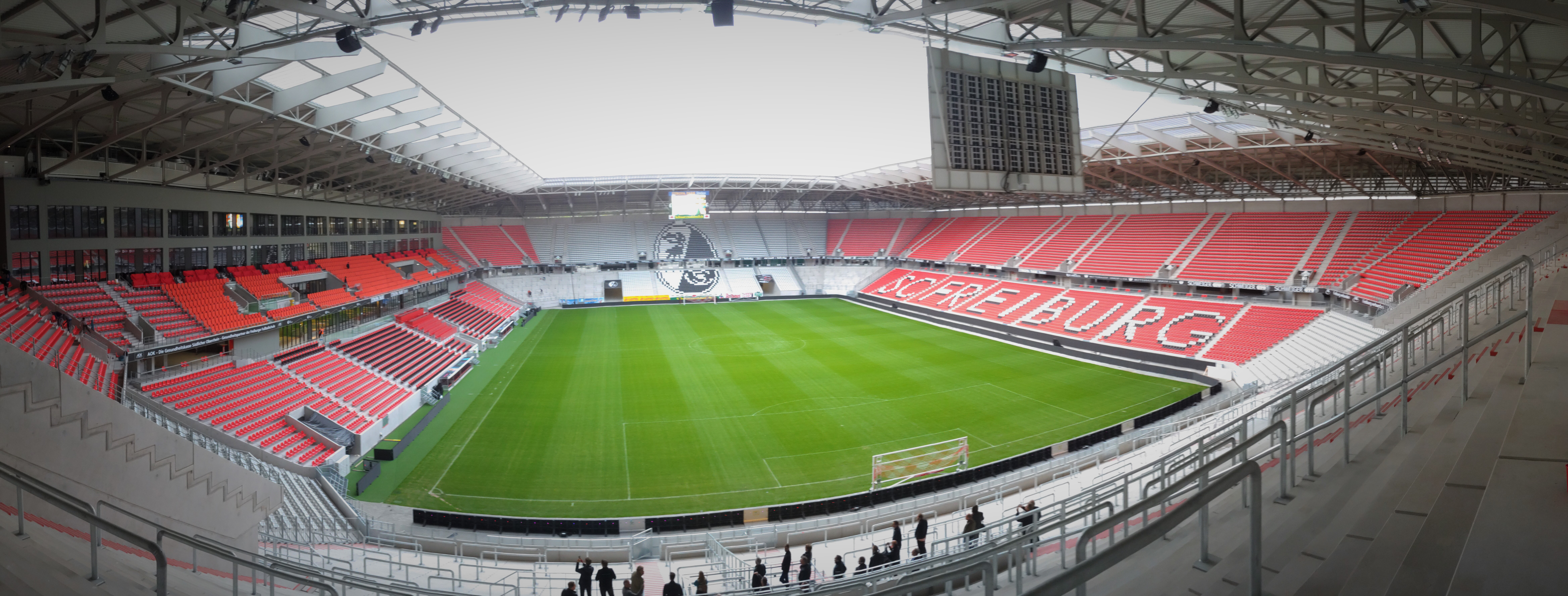
Veduta panoramica dell'Europa-Park Stadion.

Dal 1954 e fino al settembre 2021 il club ha disputato le proprie gare interne nello Schwarzwald-Stadion, che sorge a Friburgo e che può ospitare 24.000 spettatori.
Nella sua storia è stato conosciuto a lungo come Dreisamstadion, ma anche come Badenova-Stadion (2004-2011) e Mage Solar Stadion (2012-2014) oltre che per un breve periodo (2014) Stadion an der Schwarzwaldstraße.
Lo stadio tuttavia non soddisfaceva più i requisiti previsti per gli impianti destinati ad ospitare le partite della massima serie tedesca a causa del campo di gioco troppo piccolo (100,5 m × 68 m) e per via di un dislivello tra le due porte di 98 cm. Lo stadio ha continuato ad essere utilizzato solo sulla base di un permesso speciale della DFL, la Lega Calcio tedesca. Nel 2012 è stata quindi decisa la realizzazione di un nuovo stadio la cui costruzione è stata avviata nel novembre 2018 su progetto dello studio di architettura HPP Architekten. Il nuovo stadio, dal nome Europa-Park Stadion e con una capienza totale di 34.700 posti (di cui 22.300 a sedere e 12.400 in piedi) è stato inaugurato con una partita amichevole tra il Freiburg e l'FC St. Pauli il 7 ottobre 2021, per poi ospitare la prima partita ufficiale il 16 ottobre successivo contro il Lipsia.

## Allenatori e presidenti
Tra gli allenatori che si sono nel tempo seduti sulla panchina del club merita una menzione Volker Finke, che è stato in carica per 16 anni consecutivi, dal 1991 al 2007.
Tutti gli allenatori a partire dal 1972:
- 1972-1978  Manfred Brief
- 1978-1979  Manfred Brief (01 lug.-29 set.)
 Heinz Baas (30 set.-30 giu.)
- 1979-1980  Jupp Becker
- 1980-1981  Norbert Wagner (01 lug.-24 gen.)
 Horst Zick (25 gen.-30 giu.)
 Karl-Heinz Bente (01 mar.-30 giu.)
- 1981-1982  Lutz Hangartner
- 1982-1983  Werner Olk
- 1983-1984  Fritz Fuchs
- 1984-1985  Antun Rudinski
- 1985-1986  Antun Rudinski (01 lug.-15 dic.)
 Jupp Becker (17 dic.-26 mar.)
 Kurt Rettenberger (27 mar.-30 giu.)
- 1986-1988  Jörg Berger
- 1988-1989  Jörg Berger (01 lug.-31 dic.)
 Fritz Fuchs (03 gen.-12 mar.)
 Uwe Ehret (09 apr.-30 giu.)
- 1989-1990  Lorenz-Günther Köstner (01 lug.-26 ago.)
 Uwe Ehret (27 ago.-26 nov.)
 Bernd Hoss (01 dic.-30 giu.)
- 1990-1991  Eckhard Krautzun
- 1991-2007  Volker Finke
- 2007-2011  Robin Dutt
- 2011-2012  Marcus Sorg (01 lug.-29 dic.)
 Christian Streich (30 dic.-30 giu.)
- 2011-2024  Christian Streich
- 2024-  Julian Schuster

## Calciatori

### Vincitori di titoli

#### Campioni del mondo
- Matthias Ginter (Brasile 2014)

#### Campioni d'Europa
- Jens Todt (Inghilterra 1996)

## Palmarès

### Competizioni nazionali
- Campionato tedesco di seconda divisione: 4  (record condiviso con Colonia, Arminia Bielefeld, Bochum e Norimberga)

1992-1993, 2002-2003, 2008-2009, 2015-2016

### Competizioni regionali
- Amateurliga Südbaden: 3

1965, 1968, 1978

### Competizioni giovanili
- Under-19 Bundesliga: 1

2007-2008
- DFB-Pokal der Junioren: 6

2005-2006, 2008-2009, 2010-2011, 2011-2012, 2013-2014, 2017-2018

## Statistiche e record

### Partecipazione ai campionati e ai tornei internazionali

#### Campionati nazionali
Il miglior risultato ottenuto dal club in Bundesliga è il terzo posto ottenuto nel campionato 1994-1995.
Dalla stagione 1963-1964 alla 2025-2026 compresa il club ha ottenuto le seguenti partecipazioni ai campionati nazionali:
| Livello | Categoria            | Partecipazioni | Debutto   | Ultima stagione | Totale |
| ------- | -------------------- | -------------- | --------- | --------------- | ------ |
| 1º      | Bundesliga           | 26             | 1993-1994 | 2025-2026       | 26     |
| 2º      | 2. Bundesliga        | 22             | 1978-1979 | 2015-2016       | 22     |
| 3º      | Amateurliga Südbaden | 15             | 1963-1964 | 1977-1978       | 15     |

#### Tornei internazionali
Nei tornei internazionali il club ha raggiunto come massimo traguardo gli ottavi di finale della UEFA Europa League 2022-2023.
| Categoria                     | Partecipazioni | Debutto   | Ultima stagione |
| ----------------------------- | -------------- | --------- | --------------- |
| Coppa UEFA/UEFA Europa League | 7              | 1995-1996 | 2025-2026       |

### Statistiche individuali
Vengono riportati di seguito i calciatori per numero di presenze e gol con la maglia del Friburgo:
| Record di presenze I primi dieci giocatori per numero di presenze: - 441 Andreas Zeyer (1989-2004) - 431 Christian Günter (2012-) - 364 Nicolas Höfler (2013-) - 307 Vincenzo Grifo (2015-2017 2019-) - 306 Reinhard Blinder (1975-1984) - 297 Karl-Heinz Schulze (1982-1991) - 295 Rolf Maier (1980-1992) - 281 Alexander Iashvili (1997-2007) - 263 Joachim Löw (1978-1989) - 259 Nils Petersen (2014-2023) | Record di gol I primi dieci giocatori per numero di gol: - 105 Nils Petersen (2014-2023) - 94 Vincenzo Grifo (2015-2017; 2019-) - 46 Roland Sallai (2018-2024) - 39 Papiss Cissé (2009-2011) - 37 Alexander Iashvili (1997-2007) - 29 Adel Sellimi (1998-2003) - 28 Rodolfo Cardoso (1993-1995) - 28 Andreas Zeyer (1999-2004) - 25 Altin Rraklli (1992-1996) - 25 Soumaila Coulibaly (2000-2007) - 23 Uwe Wassmer (1993-1999) |

## Organico

### Rosa 2025-2026
| N. |                     | Ruolo | Calciatore           |
| -- | ------------------- | ----- | -------------------- |
| 1  | Germania (bandiera) | P     | Noah Atubolu         |
| 3  | Austria (bandiera)  | D     | Philipp Lienhart     |
| 4  | Germania (bandiera) | D     | Kenneth Schmidt      |
| 5  | Germania (bandiera) | D     | Manuel Gulde         |
| 6  | Germania (bandiera) | C     | Patrick Osterhage    |
| 7  | Germania (bandiera) | C     | Noah Weißhaupt       |
| 8  | Germania (bandiera) | C     | Maximilian Eggestein |
| 9  | Germania (bandiera) | A     | Lucas Höler          |
| 11 | Ghana (bandiera)    | C     | Daniel-Kofi Kyereh   |
| 17 | Germania (bandiera) | D     | Lukas Kübler         |
| 18 | Germania (bandiera) | A     | Eren Dinkçi          |
| 19 | Germania (bandiera) | D     | Jan-Niklas Beste     |
| 20 | Austria (bandiera)  | A     | Junior Adamu         |
| 21 | Germania (bandiera) | P     | Florian Müller       |
| 23 | Kosovo (bandiera)   | C     | Florent Muslija      |

| N. |                     | Ruolo | Calciatore                  |
| -- | ------------------- | ----- | --------------------------- |
| 24 | Germania (bandiera) | P     | Jannik Huth                 |
| 26 | Germania (bandiera) | A     | Maximilian Philipp          |
| 27 | Germania (bandiera) | C     | Nicolas Höfler              |
| 28 | Germania (bandiera) | D     | Matthias Ginter             |
| 30 | Germania (bandiera) | D     | Christian Günter (capitano) |
| 32 | Italia (bandiera)   | C     | Vincenzo Grifo              |
| 33 | Francia (bandiera)  | D     | Jordy Makengo               |
| 34 | Germania (bandiera) | C     | Merlin Röhl                 |
| 37 | Germania (bandiera) | D     | Max Rosenfelder             |
| 42 | Giappone (bandiera) | C     | Ritsu Dōan                  |
| 43 | Svizzera (bandiera) | D     | Bruno Ogbus                 |
| 44 | Svizzera (bandiera) | C     | Johan Manzambi              |